# Покоть
По́коть (бел. По́каць) — река в Белоруссии, протекает по территории Могилёвской и Гомельской областей, левый приток реки Сож. Длина реки — 76 км, площадь водосборного бассейна — 504 км², средний расход воды в устье 2,9 м³/с, средний наклон водной поверхности 0,6 ‰.
Река берёт начало возле урочищ Новоместный и Болин в 20 км к юго-западу от посёлка Краснополье. Верховья находятся в Краснопольском районе Могилёвской области, затем река перетекает в Чечерский район Гомельской области, а в низовьях Покоть образует границу Чечерского и Ветковского районов. Генеральное направление течения — юг, в нижнем течении поворачивает на юго-запад. Протекает в пределах Чечерской равнины, часть течения проходит по территории Чечерского биологического заказника.
Долина на большом протяжении хорошо выраженная, трапециевидная (ширина 0,5-1,5 км), в верхнем течении невыразительная, в нижнем сливается с поймой Сожа. Склоны умеренно крутые, местами крутые, высотой 15-20 м, в среднем течении открытые. Пойма двусторонняя, шириной в среднем и нижнем течении 0,3-0,5 км, в устьевой части 1-1,3 км. Русло канализировано в Чечерском районе в течение 3,3 км, на остальном протяжении меандрирует, сильно извилистое, особенно в среднем течении. Ширина реки в межень 0,5-2,5 м в верхнем течении, 10-12 м в средней и нижней. Берега преимущественно крутые, ниже деревни Покоть Чечерского района местами обрывистые, в верхнем течении низкие, заболоченные.
Наивысший уровень половодья в начале апреля, средняя высота над меженным уровнем в нижнем течении 2,8 м. Замерзает в первой декаде декабря, ледоход в начале третьей декады марта. Река принимает сток из ряда мелиоративных каналов.
Основные притоки: Соколец, Колодня (левые); Покотка, Ганочевка (правые).
Покоть протекает сёла и деревни Болин, Соболи, Горки (Могилёвская область); Рудня-Бартоломеевская, Сидоровичи, Волосовичи, Ключевой, Гаёк, Нисимковичи, Рудня-Нисимковичская, Бабичи, Покоть, Подосовье (Гомельская область).
Впадает в Сож в 1 км к западу от деревни Петрополье.